# Maka Chichua
Maka Chichua (en georgiano: მაკა ჩიჩუა; 31 de marzo de 1971) es una maquilladora, actriz, cantante y primera dama de Georgia desde 2014 hasta 2018. Chichua, la novia de mucho tiempo del presidente georgiano Giorgi Margvelashvili, se casó con el presidente el 10 de septiembre de 2014, mientras estaba en el cargo, convirtiéndose así en la primera dama del país.
Chichua es maquilladora, pero también ha trabajado como actriz y cantante. Su sencillo, "Electrowaves", apareció en Maestro TV, una estación de televisión georgiana. Sus papeles cinematográficos incluyen la comedia negra de 2012, Keep Smiling. También trabajó para la televisión PIK antes de la presidencia de Margvelashvili. Más recientemente, Chichua actuó como juez en Georgia's Got Talent! (Nichieri), la versión georgiana de la serie internacional Got Talent, que comienza con la temporada 7.
Chichua y Margvelashvili fueron pareja durante mucho tiempo durante al menos cuatro o cinco años antes de la presidencia de Giorgi Margvelashvili. Sin embargo, la pareja no estaba casada cuando Margvelashvili asumió la presidencia en noviembre de 2013, lo que generó especulaciones sobre quién sería la nueva primera dama del país. Casi un año después, el presidente Margvelashvili y Chichua se casaron el 10 de septiembre de 2014 en una ceremonia celebrada en su casa en Dusheti, convirtiéndola oficialmente en primera dama de Georgia. La pareja tiene dos hijos: Teimuraz (nacido el 2 de febrero de 2015) y Toma (nacido el 25 de enero de 2018). Maka Chichua también tuvo una hija de una relación anterior, así como una hijastra del matrimonio anterior de Margvelashvili.